# 汪曙云
汪曙云（1936年—），女，原籍安徽歙县，生于湖南长沙，中国舞蹈家，曾任中国舞蹈家协会常务理事。